# Oddział Władysława Kononowicza

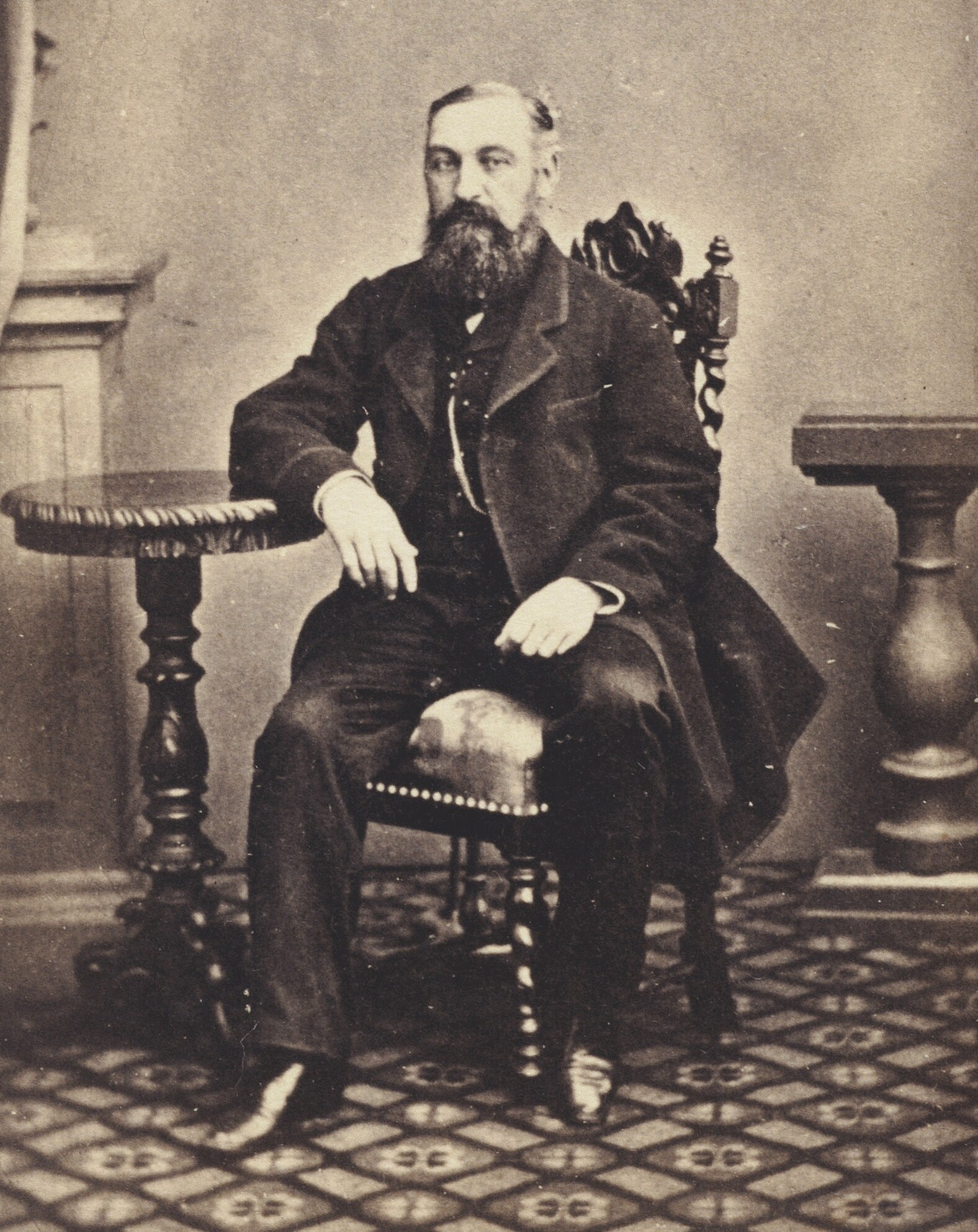
Władysław Kononowicz

Oddział Władysława Kononowicza – partia powstańcza okresu powstania styczniowego.
Oddział został sformowany na terenie dawnego województwa sandomierskiego, na prawym brzegu Pilicy (między Warką a Magnuszewem). Jego dowódcą był Władysław Kononowicz, były oficer carski.
25 marca 1863 pobił Rosjan pod Chynowem.
Na początku kwietnia 1863 Kononowicz przybył z Puszczy Kozienickiej do lasów iłżeckich na wezwanie Dionizego Czachowskiego jako naczelnika wszystkich sił województwa sandomierskiego. Oddział liczył wówczas 546 żołnierzy.
19 kwietnia rozbił pod Wąchockiem trzykrotnie silniejszą kolumnę rosyjską. 20 kwietnia zdobył na wrogu 180 karabinów. 4 maja rozbił Rosjan pod Magnuszewem, 14 maja stoczył zwycięską potyczkę pod Rozniszewem.
Obozował na niedostępnej kępie rozniszewskiej (obecnie Anielin-Kępa) u ujścia Pilicy pod Rozniszewem, prowadził wypady na Warkę, Nowe Miasto nad Pilicą, Magnuszew, Ryczywół.
Jego zwycięstwo z 14 maja spowodowało wyprawę odwetową 2000 żołnierzy rosyjskich z Warszawy.
Otoczony 2 czerwca 1863 pod Grabowską Wolą rozwiązał oddział, ale sam z eskortą został ujęty i odwieziony do Warki (razem z adiutantami Edmundem Nałęcz-Sadowskim i F. Łabędzkim). 4 czerwca 1863 wraz z nimi został rozstrzelany na wareckich błoniach.